# Метафракс

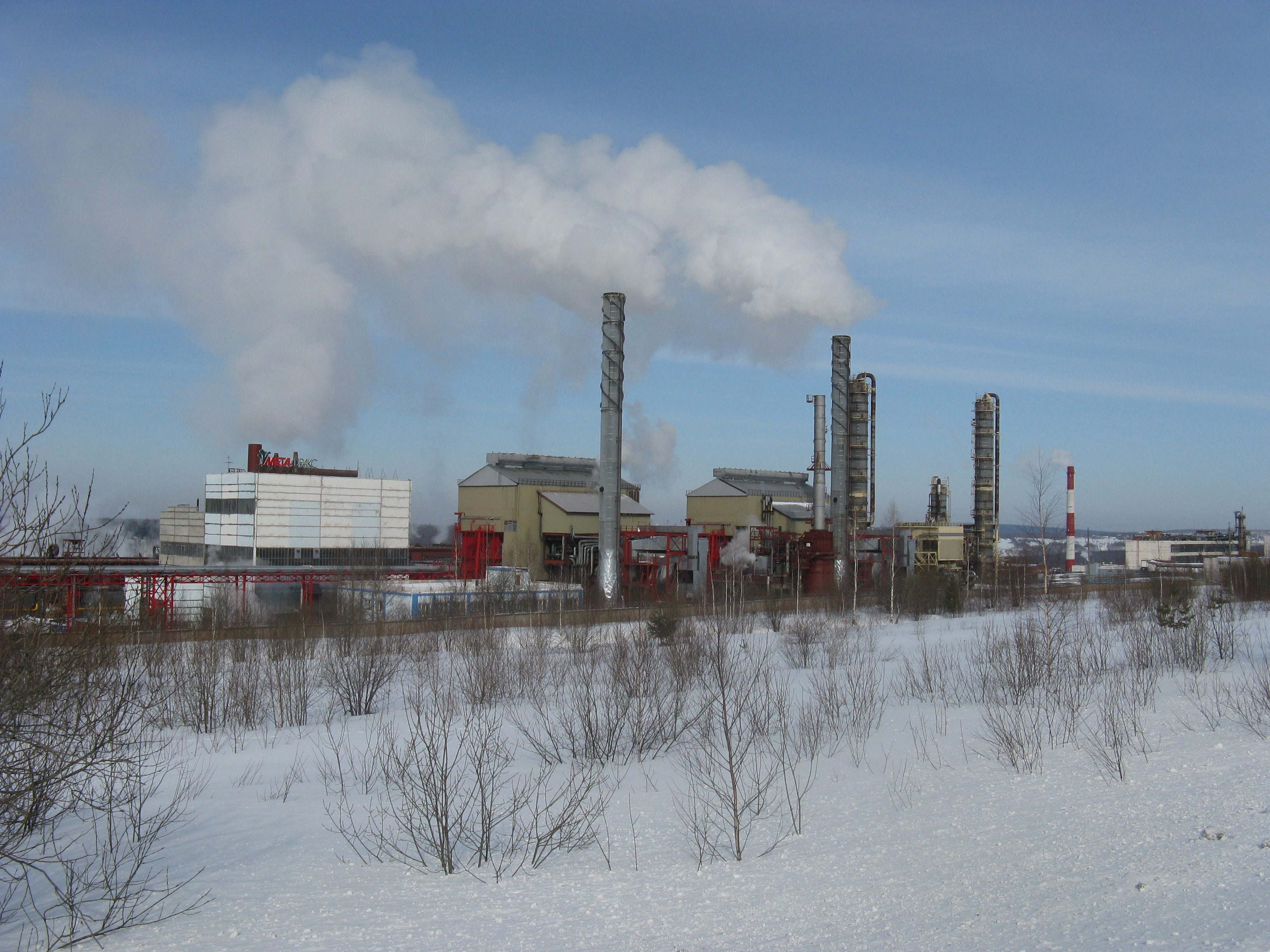
Завод «Метафракс» в Губахе

Метафракс — один из крупнейших российских производителей метанола и его производных. Полное наименование — акционерное общество «Метафракс Кемикалс». Штаб-квартира компании расположена в Губахе.
Компания вошла в рейтинг журнала Forbes «200 крупнейших частных компаний России 2021», где заняла 200 позицию с выручкой 48,9 млрд рублей.

## История
В 1990-х годах контроль над приватизированным заводом получили компании Дмитрия Рыболовлева. Затем они продали акции американской Sorcy Investments Trust.
В 2020 году компания переводила сотрудников на 4-дневную рабочую неделю. Такой режим работы был введен сроком на шесть месяцев в качестве противокризисной меры из-за ухудшившейся рыночной конъюнктуры.
В сентябре 2023 года Арбитражный суд Пермского края удовлетворил иск Генеральной прокуратуры РФ о признании незаконной приватизации АО «Метафракс Кемикалс» (ранее предприятие называлось Губахинским химическим заводом). Суд обязал реестродержателя списать акции «Метафракс Кемикалс» с лицевых счетов ответчиков и зачислить их на лицевой счет Росимущества.
В сентябре 2024 года победителем объявленных Росимуществом торгов по продаже почти 97% акций АО «Метафракс Кемикалс», перешедших в 2023 году в собственность государства, признано АО «Росхим».

## Собственники и руководство
С 2017 по 2023 год 92,37 % акций компании принадлежали АО «Метахолдинг», который контролируется бизнесменом Сейфеддином Рустамовым.
Ранее основными владельцами ПАО «Метафракс» были
- Липанет Лимитед (61,05 %, Кипр)
- Мирвак груп инк (24,46 %, Панама);

Председатель совета директоров компании — Армен Гарслян. Генеральный директор, председатель правления — Владимир Даут.

## Деятельность
На сегодняшний день[когда?] «Метафракс» является группой компаний. Также в составе группы — химический завод «Карболит» в подмосковном Орехово-Зуево и производство синтетических смол «Метадинеа», расположенное на двух площадках в Подмосковье и Пермском крае. В группу также входит компания по производству формальдегида и синтетических смол «Метадинеа Австрия», расположенная в городе Кремс (Австрия). В составе строительных активов группы — компании «Метатрансстрой», «МК „Химстрой“», «СК „Химспецстрой“». IT-обслуживание осуществляет «Метафракс-Информ».
Основной сферой деятельности предприятия является выпуск следующих химических веществ, в скобках указана доля на российском рынке за 4 квартал 2009:
- метанол (40 %);
- формалин (81 %);
- карбамидоформальдегидный концентрат (59 %);
- пентаэритрит (90 %);
- уротропин (94 %);
- полиамид (62 %).

Основными конкурентами предприятия являются ЗАО «Метанол» (Томск) и ОАО «Тольяттиазот» (Тольятти).

## Показатели деятельности
Оборот (выручка) — 54,6 млрд руб. (2019)
Валовая прибыль — 14,5 млрд руб. (2019)
Численность сотрудников — 2 203 (2019).